# Энергетика Карелии
Энергетика Карелии — сектор экономики региона, обеспечивающий производство, транспортировку и сбыт электрической и тепловой энергии. По состоянию на начало 2021 года, на территории Карелии эксплуатировались 25 подключённых к единой энергосистеме электростанций общей мощностью 1178,1 МВт, в том числе 21 гидроэлектростанция и 4 тепловые электростанции, а также 8 небольших дизельных электростанций общей мощностью 3,4 МВт и пять солнечных электростанций общей мощностью 61 кВт, расположенных в зоне децентрализованного энергоснабжения. В 2020 году они произвели 5468 млн кВт·ч электроэнергии (без учёта выработки Кумской ГЭС, находящейся на территории Карелии, но организационно входящей в энергосистему Мурманской области).

## История
Начало использования электричества в Карелии относится к 1897 году, когда петрозаводский купец М.И. Пикин приобрел энергоустановку для обеспечения электроэнергией лесопилки и мельницы. В 1898 году была построена малая ГЭС на реке Уксунйоки, снабжавшая электроэнергией шахты, расположенные вблизи Питкяранта. В 1899 году к ней присоединилась малая ГЭС Ляскеля, которая после модернизации эксплуатируется и сегодня. В 1902 году была построена небольшая ГЭС на реке Лососинке в Петрозаводске, обеспечившая энергоснабжение Александровского металлургического завода; изначально её мощность составляла 125 кВт, позднее она была увеличена до 300 кВт и станция стала обеспечивать электроэнергией не только завод, но и других потребителей. Ориентировочно в 1903 году на реке Янисйоки была пущена малая ГЭС Хямекоски, которая продолжает эксплуатироваться и сегодня. В 1910 году на Лососинке появилась ещё одна ГЭС мощностью 120 кВт, ставшая первой электростанцией общего пользования в Петрозаводске и позволившая наладить уличное электрическое освещение; эта станция проработала до 1960-х годов.
В 1916 году по проекту Г. О. Графтио было начато строительство Кондопожской ГЭС, предназначенной для энергоснабжения завода по производству азотной кислоты. В связи с началом гражданской войны в конце 1917 года строительство было остановлено и возобновлено в 1923 году по плану ГОЭЛРО. Первая очередь станции мощностью 5,5 МВт была введена в эксплуатацию в 1929 году, а после строительства в 1936—1941 годах второй очереди достигла 27,5 МВт. Было продолжено развитие электроэнергетики Петрозаводска, к 1940 году в городе имелось пять небольших электростанций, мощности которых, в то же время, не покрывали растущих потребностей города. В части малой гидроэнергетики, в 1927 году была пущена Ухтинская ГЭС мощностью 90 кВт. В 1931 году электроэнергетическое хозяйство региона было объединено в составе районного энергетического управления «Карелэнерго». Одновременно в той части Карелии, которая в те годы входила в состав Финляндии, активно развивалась малая гидроэнергетика — были построены малые ГЭС Харлу, Рябякоски, Каллиокоски, Пийени-Йоки, Суури-Йоки, Игнойла. В 1940 году они перешли к СССР и стали частью энергетики Карелии.
К 1941 году в Карелии имелось 150 электростанций, в основном — дизельные электростанции небольшой мощности и малые ГЭС. Их общая мощность составляла установленной мощностью 66,1 МВт, выработка в 1940 году — 178 млн кВт·ч. В ходе Великой Отечественной войны оборудование Кондопожской ГЭС было эвакуировано в Узбекистан и смонтировано на построенных там ГЭС. Станция оказалась на оккупированной территории и была частично разрушена, восстановлена в 1947—1951 годах с монтажом вновь изготовленных гидроагрегатов. Также в первые послевоенные годы были восстановлены существующие малые ГЭС и построена новая малая ГЭС Питкякоски. В 1953 году была пущена Маткожненская ГЭС, в 1954 году верхняя ступень каскада на Суне — Пальеозёрская ГЭС, в 1956 году — Ондская ГЭС. Строительство Маткожненской и Ондской ГЭС было начато ещё в 1940 году, но в годы войны было остановлено. В 1959 году карельская энергосистема была присоединена по линии электропередачи напряжением 110 кВ к Ленинградской энергосистеме, а соответственно и к формирующейся единой энергосистеме страны.
В 1960-х годах электроэнергетика региона активно развивалась за счёт ввода в эксплуатацию новых гидроэлектростанций. Были пущены Выгостровская ГЭС (1961 год), Кумская и Беломорская ГЭС (1962 год), Путкинская и Палакоргская ГЭС (1967 год). В 1966 году энергосистема Карелии была соединена с энергосистемой Мурманской области. В 1970-х годах были введены в эксплуатацию Подужемская ГЭС (1971 год), а также крупнейшая электростанция региона — Петрозаводская ТЭЦ (1979 год). В 1980 году была пущена Юшкозерская ГЭС, в 1990 году — Кривопорожская ГЭС.
В постсоветский период были восстановлены и вновь введены в эксплуатацию малые ГЭС Ляскеля (2011 год), Рюмякоски (2013 год), Каллиокоски (2014 год). Реализуются проекты строительства Белопорожских ГЭС (ввод в эксплуатацию запланирован на 2021 год) и Сегозерской ГЭС (2022 год).

## Генерация электроэнергии
По состоянию на начало 2021 года, на территории Карелии эксплуатировались 25 подключённых к единой энергосистеме электростанций общей мощностью 1178,1 МВт. В их числе 21 гидроэлектростанция — Путкинская, Подужемская, Кривопорожская, Юшкозерская, Кумская, Маткожненская, Выгостровская, Беломорская, Палакоргская, Ондская, Кондопожская, Пальеозёрская, Питкякоски, Хямекоски, Харлу, Пийени-Йоки, Суури-Йоки, Игнойла, Ляскеля, Рюмякоски, Каллиокоски ГЭС и 4 тепловые электростанции, большая часть которых является электростанциями промышленных предприятий (блок-станции) — Петрозаводская ТЭЦ, ТЭС-1 и −2 Кондопожского ЦБК, ТЭЦ ООО «РК-Гранд», ТЭС-1 и ТЭЦ-2 Сегежского ЦБК. Также в зоне децентрализованного энергоснабжения работает 8 небольших дизельных электростанций общей мощностью 3,4 МВт и пять солнечных электростанций общей мощностью 61 кВт.

### Путкинская ГЭС
Расположена у г. Кемь, на реке Кемь. Введена в эксплуатацию в 1967 году. Установленная мощность станции — 84 МВт, фактическая выработка электроэнергии в 2020 году — 523,8 млн кВт·ч. В здании ГЭС установлены 3 гидроагрегата мощностью по 28 МВт. Принадлежит ПАО «ТГК-1» .

### Подужемская ГЭС
Расположена в Кемском районе, на реке Кемь. Введена в эксплуатацию в 1971 году. Установленная мощность станции — 48 МВт, фактическая выработка электроэнергии в 2020 году — 289,8 млн кВт·ч. В здании ГЭС установлены 2 гидроагрегата мощностью по 24 МВт. Принадлежит ПАО «ТГК-1» .

### Кривопорожская ГЭС
Расположена у пос. Кривой Порог Кемского района, на реке Кемь. Крупнейшая гидроэлектростанция региона. Введена в эксплуатацию в 1990 году. Установленная мощность станции — 160 МВт, фактическая выработка электроэнергии в 2020 году — 679,1 млн кВт·ч. В здании ГЭС установлены 4 гидроагрегата мощностью по 45 МВт. Принадлежит ПАО «ТГК-1» .

### Юшкозерская ГЭС
Расположена в Калевальском районе, на реке Кемь. Введена в эксплуатацию в 1980 году. Установленная мощность станции — 18 МВт, фактическая выработка электроэнергии в 2020 году — 94,7 млн кВт·ч. В здании ГЭС установлены 2 гидроагрегата мощностью по 9 МВт. Принадлежит ПАО «ТГК-1» .

### Кумская ГЭС
Расположена в Лоухском районе, на реке Куме. Введена в эксплуатацию в 1962 году. Установленная мощность станции — 80 МВт, среднегодовая выработка электроэнергии — 355,6 млн кВт·ч. В здании ГЭС установлены 2 гидроагрегата мощностью по 40 МВт. Принадлежит ПАО «ТГК-1» .

### Маткожненская ГЭС
Расположена у пос. Сосновец Беломорского района, на реке Нижний Выг. Введена в эксплуатацию в 1953 году. Установленная мощность станции — 63 МВт, фактическая выработка электроэнергии в 2020 году — 400 млн кВт·ч. В здании ГЭС установлены 3 гидроагрегата мощностью по 21 МВт. Принадлежит ПАО «ТГК-1».

### Выгостровская ГЭС
Расположена у пос. Золотец Беломорского района, на реке Нижний Выг. Введена в эксплуатацию в 1961 году. Установленная мощность станции — 40 МВт, фактическая выработка электроэнергии в 2020 году — 285,3 млн кВт·ч. В здании ГЭС установлены 2 гидроагрегата мощностью по 20 МВт. Принадлежит ПАО «ТГК-1».

### Беломорская ГЭС
Расположена у г. Беломорска, на реке Нижний Выг. Введена в эксплуатацию в 1962 году. Установленная мощность станции — 27 МВт, фактическая выработка электроэнергии в 2020 году — 106,1 млн кВт·ч. В здании ГЭС установлены 3 гидроагрегата мощностью по 9 МВт. Принадлежит ПАО «ТГК-1».

### Палакоргская ГЭС
Расположена в Беломорском районе, на реке Нижний Выг. Введена в эксплуатацию в 1967 году. Установленная мощность станции — 30 МВт, фактическая выработка электроэнергии в 2020 году — 216,5 млн кВт·ч. В здании ГЭС установлены 3 гидроагрегата мощностью по 10 МВт. Принадлежит ПАО «ТГК-1».

### Ондская ГЭС
Расположена у дер. Каменный Бор Сегежского района, на реке Онде. Введена в эксплуатацию в 1956 году. Установленная мощность станции — 80 МВт, фактическая выработка электроэнергии в 2020 году — 484,4 млн кВт·ч. В здании ГЭС установлены 4 гидроагрегата мощностью по 20 МВт. Принадлежит ООО «ЕвроСибЭнерго — тепловая энергия».

### Кондопожская ГЭС
Расположена в г. Кондопога, использует сток оз. Сандал и большую часть стока р. Суны. Введена в эксплуатацию в 1929 году. Установленная мощность станции — 25,6 МВт, фактическая выработка электроэнергии в 2020 году — 140,6 млн кВт·ч. В здании ГЭС установлены 3 гидроагрегата, два по 10,7 МВт и один — 4,2 МВт. Принадлежит ПАО «ТГК-1».

### Пальеозёрская ГЭС
Расположена у пос. Гирвас Кондопожского района, на реке Суне. Введена в эксплуатацию в 1954 году. Установленная мощность станции — 25 МВт, фактическая выработка электроэнергии в 2020 году — 150,2 млн кВт·ч. В здании ГЭС установлены 2 гидроагрегата мощностью по 12,5 МВт. Принадлежит ПАО «ТГК-1».

### Питкякоски ГЭС
Расположена в Сортавальском районе, на реке Китенйоки. Введена в эксплуатацию в 1947 году. Установленная мощность станции — 1,28 МВт, фактическая выработка электроэнергии в 2020 году — 7,3 млн кВт·ч. В здании ГЭС установлен один гидроагрегат. Принадлежит ПАО «ТГК-1»).

### Хямекоски ГЭС
Расположена у д. Хямекоски Питкярантского района, на реке Янисйоки. Введена в эксплуатацию ориентировочно в 1903 году. Установленная мощность станции — 3,54 МВт, фактическая выработка электроэнергии в 2020 году — 23,1 млн кВт·ч. В здании ГЭС установлены 4 гидроагрегата, три мощностью по 0,88 МВт и один — 0,9 МВт. Принадлежит ПАО «ТГК-1»).

### Харлу ГЭС
Расположена у пос. Харлу Питкярантского района, на реке Янисйоки. Введена в эксплуатацию в 1936 году. Установленная мощность станции — 3 МВт, фактическая выработка электроэнергии в 2020 году — 24,3 млн кВт·ч. В здании ГЭС установлены 2 гидроагрегата мощностью по 1,5 МВт. Принадлежит ПАО «ТГК-1»).

### Пиени-Йоки ГЭС
Расположена в Питкярантском районе, на реке Тулемайоки. Введена в эксплуатацию в 1920 году. Установленная мощность станции — 1,28 МВт, фактическая выработка электроэнергии в 2020 году — 6,2 млн кВт·ч. В здании ГЭС установлены 2 гидроагрегата мощностью по 0,64 МВт. Принадлежит ПАО «ТГК-1»).

### Суури-Йоки ГЭС
Расположена в Питкярантском районе, на реке Тулемайоки. Введена в эксплуатацию в 1920 году. Установленная мощность станции — 1,28 МВт, фактическая выработка электроэнергии в 2020 году — 7,6 млн кВт·ч. В здании ГЭС установлены 2 гидроагрегата мощностью по 0,64 МВт. Принадлежит ПАО «ТГК-1»).

### Игнойла ГЭС
Расположена в пос. Игнойла Суоярвского района, на реке Шуя. Введена в эксплуатацию в 1937 году. Установленная мощность станции — 2,7 МВт, фактическая выработка электроэнергии в 2020 году — 20,8 млн кВт·ч. В здании ГЭС установлен 1 гидроагрегат. Принадлежит ПАО «ТГК-1»).

### Ляскеля ГЭС
Расположена в пос. Ляскеля Питкярантского района, на реке Янисйоки. Введена в эксплуатацию в 1899 году (старейшая ныне действующая гидроэлектростанция региона), в 2011 году полностью реконструирована. Установленная мощность станции — 4,8 МВт, фактическая выработка электроэнергии в 2020 году — 27 млн кВт·ч. В здании ГЭС установлены 6 гидроагрегатов мощностью по 0,8 МВт. Принадлежит АО «Норд Гидро».

### Рюмякоски ГЭС
Расположена в пос. Рускеала Сортавальского района, на реке Тохмайоки. Введена в эксплуатацию в 1937 году, в 2013 году полностью реконструирована. Установленная мощность станции — 0,63 МВт, фактическая выработка электроэнергии в 2020 году — 3,8 млн кВт·ч. В здании ГЭС установлен 1 гидроагрегат. Принадлежит АО «Норд Гидро».

### Каллиокоски ГЭС
Расположена в Сортавальском районе, на реке Тохмайоки. Введена в эксплуатацию в 2014 году. Установленная мощность станции — 0,975 МВт, фактическая выработка электроэнергии в 2020 году — 5,6 млн кВт·ч. В здании ГЭС установлен 1 гидроагрегат. Принадлежит АО «Норд Гидро».

### Петрозаводская ТЭЦ
Расположена в г. Петрозаводске, основной источник теплоснабжения города. Крупнейшая электростанция региона. Паротурбинная теплоэлектроцентраль, в качестве топлива использует природный газ. Турбоагрегаты станции введены в эксплуатацию в 1979—1982 годах. Установленная электрическая мощность станции — 280 МВт, тепловая мощность — 689 Гкал/час, фактическая выработка электроэнергии в 2020 году — 1086 млн кВт·ч. Оборудование станции включает в себя три турбоагрегата, один мощностью 60 МВт и два по 110 МВт, два котлоагрегата и два водогрейных котла. Принадлежит ПАО «ТГК-1».

### ТЭС Кондопожского ЦБК
Расположена в г. Кондопоге, обеспечивает энергоснабжение целлюлозно-бумажного комбината (блок-станция), также является основным источником теплоснабжения города. Конструктивно представляет собой две паротурбинные теплоэлектроцентрали (ТЭС-1 и ТЭС-2) и котельную, в качестве топлива использует природный газ и кородревесные отходы. Турбоагрегаты станции введены в эксплуатацию в 2002—2011 годах. Установленная электрическая мощность станции — 108 МВт (ТЭС-1 — 48 МВт, ТЭС-2 — 60 МВт), тепловая мощность — 533 Гкал/час, фактическая выработка электроэнергии в 2020 году — 608,3 млн кВт·ч. Оборудование ТЭС-1 включает три турбоагрегата мощностью по 16 МВт и два котлоагрегата, ТЭС-2 — два турбоагрегата мощностью по 30 МВт и пять котлоагрегатов, котельной — два котлоагрегата. Принадлежит АО «Кондопожский ЦБК».

### ТЭС Сегежского ЦБК
Расположена в г. Сегеже, обеспечивает энергоснабжение целлюлозно-бумажного комбината (блок-станция). Конструктивно представляет собой две паротурбинные теплоэлектроцентрали (ТЭЦ-1 и ТЭС-2), в качестве топлива использует мазут и отходы целлюлозно-бумажного производства. Турбоагрегаты станции введены в эксплуатацию в 1970—2000 годах. Установленная электрическая мощность станции — 48 МВт (ТЭЦ-1 — 24 МВт, ТЭС-2 — 24 МВт), тепловая мощность — 229 Гкал/ч, фактическая выработка электроэнергии в 2020 году — 220,7 млн кВт·ч. Оборудование ТЭЦ-1 включает три турбоагрегата, два мощностью по 6 МВт и один — 12 МВт, и пять котлоагрегата, ТЭС-2 — три турбоагрегата, два мощностью по 6 МВт и один — 12 МВт, и три содорегенерационных котла. Принадлежит АО «Сегежский ЦБК».

### ТЭЦ ООО «РК-Гранд»
Расположена в г. Питкяранта, обеспечивает энергоснабжение целлюлозно-бумажного комбината (блок-станция), также является единственным источником теплоснабжения города. Паротурбинная теплоэлектроцентраль, в качестве топлива использует мазут и отходы целлюлозно-бумажного производства. Турбоагрегаты станции введены в эксплуатацию в 1965 году. Установленная электрическая мощность станции — 22 МВт, тепловая мощность — 152 Гкал/час, фактическая выработка электроэнергии в 2020 году — 49,6 млн кВт·ч. Оборудование станции включает в себя два турбоагрегата мощностью 10 МВт и 12 МВт, три котлоагрегата и два содорегенарационных котла.

### Электростанции зоны децентрализованного энергоснабжения
В изолированных от энергосистемы населённых пунктах на территории Сегежского, Муезерского, Кондопожского и Калевальского муниципальных районов расположены 8 дизельных электростанций (ДЭС) и 5 солнечных электростанций (СЭС):
- пос. Валдай — ДЭС 1640 кВт;
- дер. Полга — ДЭС 152 кВт;
- пос. Вожмозеро — ДЭС 23 кВт, СЭС 8 кВт;
- с. Реболы — ДЭС 1280 кВт;
- пос. Кимоваара — ДЭС 112 кВт, СЭС 32 кВт;
- пос. Войница — ДЭС 80 кВт, СЭС 12 кВт;
- дер. Юстозеро — ДЭС 16 кВт, СЭС 3 кВт;
- дер. Линдозеро — ДЭС 22 кВт, СЭС 6 кВт.

## Потребление электроэнергии
Потребление электроэнергии в Карелии (с учётом потребления на собственные нужды электростанций и потерь в сетях) в 2020 году составило 7815 млн кВт·ч, максимум нагрузки — 1128 МВт. Таким образом, Карелия является энергодефицитным регионом по электроэнергии и сбалансированным по мощности. В структуре энергопотребления лидирует промышленность — 60 %, на втором месте находится потребление транспорта и связи — 20 %, доля населения в энергопотреблении — 9 %. Крупнейшие потребители электроэнергии по итогам 2019 года: АО «Карельский Окатыш» — 1582 млн кВт·ч, Кондопожский ЦБК — 1557 млн кВт·ч, Сегежский ЦБК — 421 млн кВт·ч. Функции гарантирующего поставщика электроэнергии выполняет АО «ТНС Энерго Карелия».

## Электросетевой комплекс
Энергосистема Карелии входит в ЕЭС России, являясь частью Объединённой энергосистемы Северо-Запада, находится в операционной зоне филиала АО «СО ЕЭС» — «Региональное диспетчерское управление энергосистемы Республики Карелия» (Карельское РДУ). Энергосистема региона связана с энергосистемами Мурманской области по двум ВЛ 330 кВ и одной ВЛ 110 кВ, Ленинградской области — по одной ВЛ 330 кВ, одной ВЛ 220 кВ, трём ВЛ 110 кВ и одной ВЛ 35 кВ, Вологодской области по одой ВЛ 110 кВ, Архангельской области по одной ВЛ 110 кВ.
Общая протяженность линий электропередачи напряжением 35-330 кВ составляет 7488,5 км, в том числе линий электропередач напряжением 330 кВ — 903,3 км, 220 кВ — 1137,2 км, 110 кВ — 2904 км, 35 кВ — 2544 км. Магистральные линии электропередачи напряжением 220—330 кВ эксплуатируются филиалом ПАО «ФСК ЕЭС» — Карельское ПМЭС, распределительные сети напряжением 110 кВ и менее — Карельского филиала ПАО «МРСК Северо-Запада» (в основном) и территориальными сетевыми организациями.

## Теплоснабжение
Теплоснабжение в Карелии осуществляет в общей сложности 316 источников, включая 4 ТЭЦ и более 300 котельных. Общая тепловая мощность источников теплоснабжения, расположенных на территории Карелии, составляет 3313 Гкал/ч, в том числе электростанции и ТЭЦ — 1603 Гкал/ч. Производство тепловой энергии — 6124 тыс. Гкал.